# Sauli Niinistö

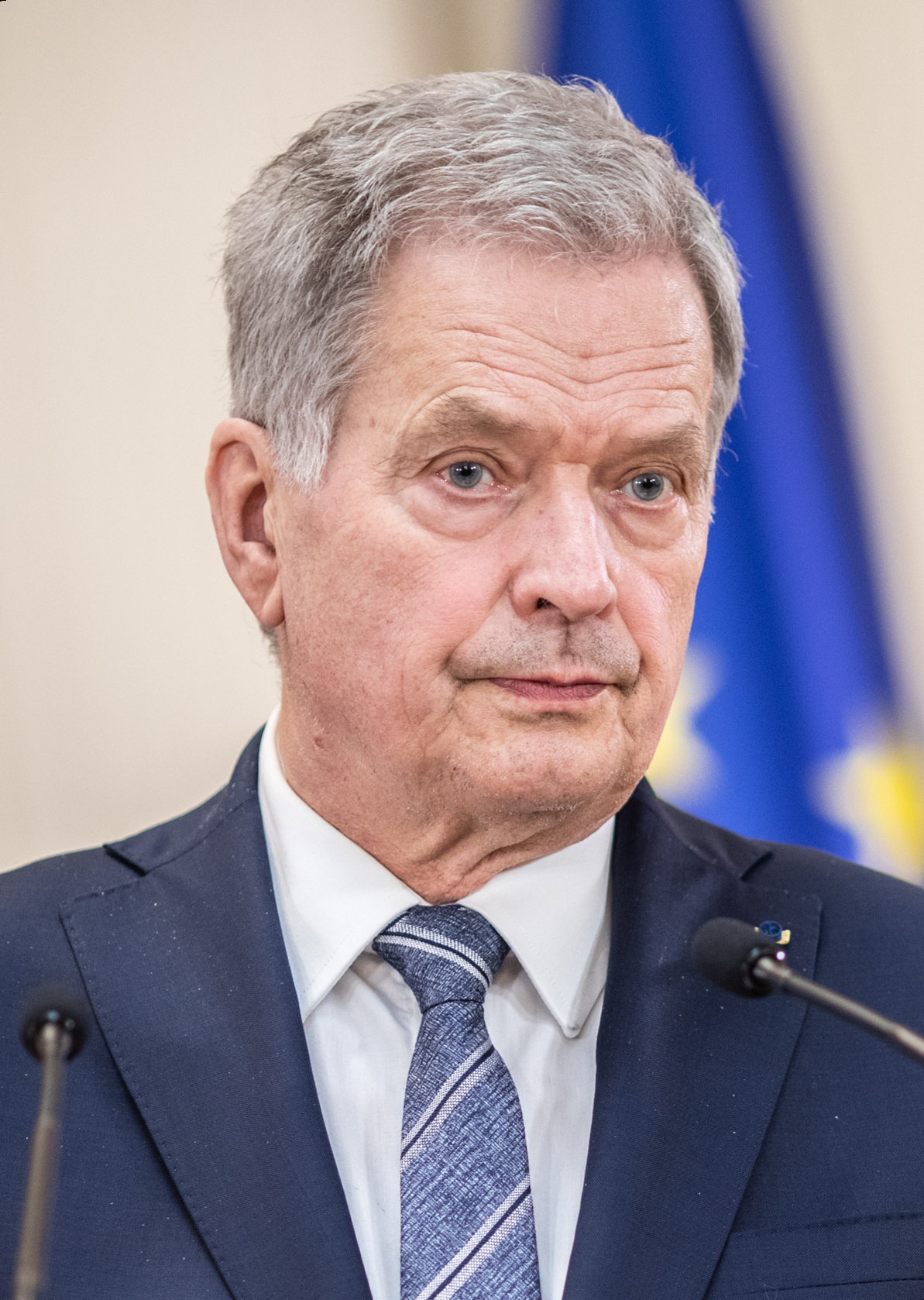
Sauli Niinistö (2022)

Sauli Väinämö Niinistö [ˈsɑu̯li 'væi̯næmœ 'niːnistœ] (* 24. August 1948 in Salo, Varsinais-Suomi) ist ein finnischer Politiker der konservativen Nationalen Sammlungspartei. Er war vom 1. März 2012 bis zum 1. März 2024 der zwölfte Präsident der Republik Finnland. 
Von 1995 bis 2003 bekleidete Niinistö in den Kabinetten Lipponen I und II verschiedene Regierungsämter, darunter auch das des stellvertretenden Ministerpräsidenten. In der 35. Legislaturperiode des finnischen Parlaments war er von 2007 bis 2011 Parlamentspräsident.
Von 1999 bis 2000 war Niinistö Vorsitzender des Verwaltungsrates der Europäischen Bank für Wiederaufbau und Entwicklung, von 2003 bis 2007 Vizepräsident der Europäischen Investitionsbank.

## Herkunft und Studium
Niinistö wurde 1948 als Sohn von Väinö Pellervo Niinistö, einem Vertriebsleiter, und Hilkka Helena Niinistö, geb. Heimo, einer Krankenschwester, als jüngstes von vier Kindern in Salo geboren. In seiner Familie wurde traditionell konservativ gewählt. Von 1968 bis 1969 leistete er seinen Wehrdienst und wurde als Leutnant
entlassen. Nach dem Ylioppilastutkinto (Abitur) 1966 begann er ein Studium der Rechtswissenschaften an der Universität Turku, welches er 1974 abschloss.  Anschließend arbeitete er als Polizist und war Polizeichef der Gemeinde Kisko. 1976 wurde Niinistö stellvertretender Richter am Berufungsgericht von Turku, 1978 eröffnete er seine eigene Anwaltskanzlei. Mit seinem Einzug in das finnische Parlament 1988 beendete er seine Tätigkeiten als Jurist, schloss seine Kanzlei und gab sein Richteramt ab.

## Privates

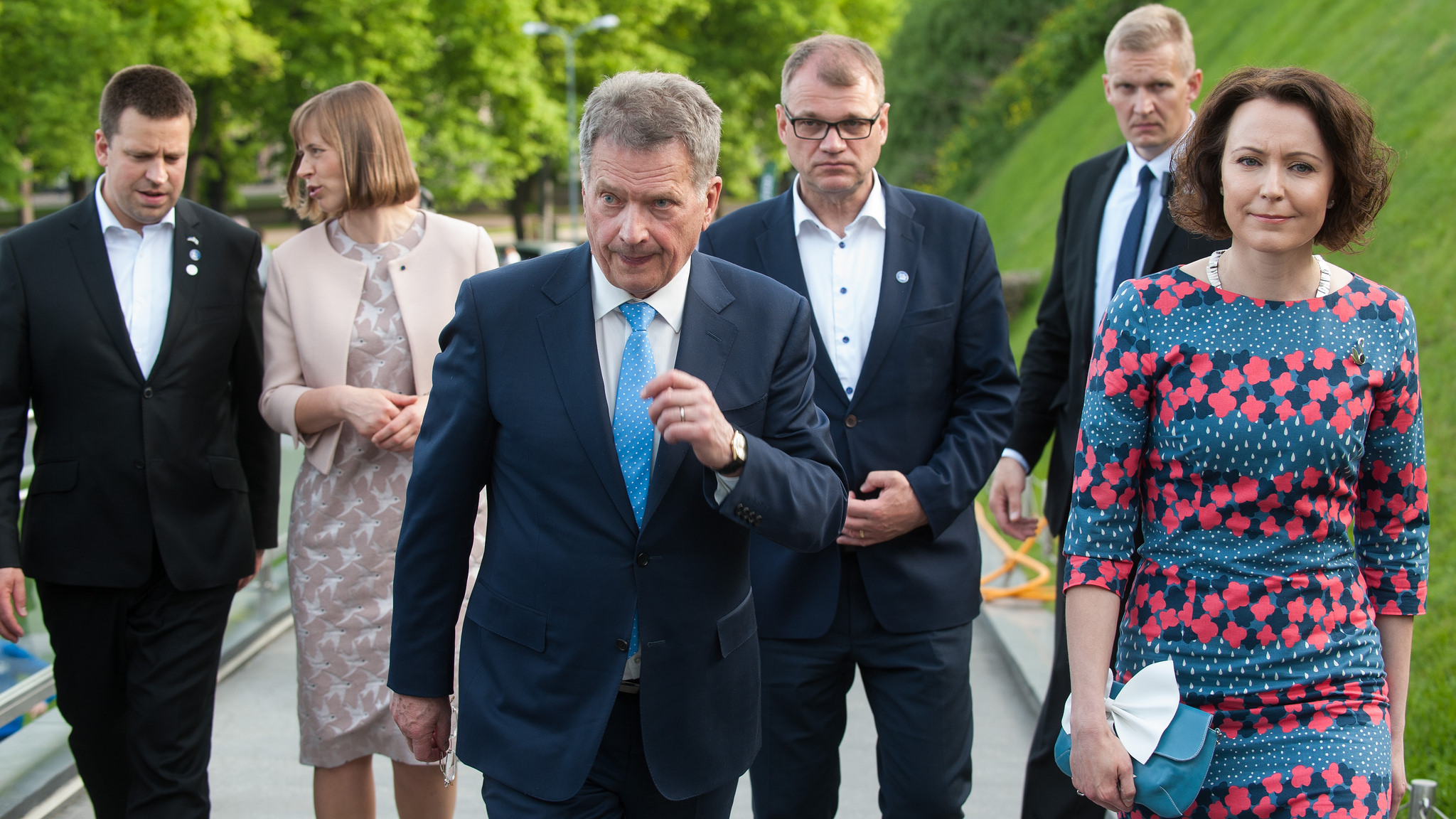
Sauli Niinistö und seine zweite Ehefrau Jenni Haukio im Juni 2017.

Im Jahr 1974 heiratete Niinistö Marja-Leena Alanko, mit der er zwei Söhne, Nuutti (* 1975) und Matias (* 1980), hat. 1995 kam sie bei einem Verkehrsunfall ums Leben. Seine Erfahrungen über die Alleinerziehung seiner Söhne verarbeitete er 2005 in seinem Buch Viiden vuoden yksinäisyys (dt.: Fünf Jahre Einsamkeit). Seine Söhne sind mittlerweile selbst verheiratet und haben Kinder. Niinistö ist mehrfacher Großvater, 2009 kam sein erstes Enkelkind zur Welt.
Ab Ende der 1990er Jahre war er mit der ehemaligen Miss Finnland und damaligen Zentrums-Parlamentsabgeordneten Tanja Karpela liiert. Im Jahr 2003 verlobte sich das Paar; 2004 wurde die Verlobung aufgehoben.
2009 heiratete er die Dichterin und damalige Kommunikationschefin der Sammlungspartei, Jenni Haukio. Am 2. Februar 2018 wurde ihr erster gemeinsamer Sohn, Aaro Veli Väinämö Niinistö, geboren. Die Familie hält einen Boston Terrier namens Lennu, der von den finnischen Medien scherzhaft auch als First Dog bezeichnet wird. Der Hund wurde auf der Plattform Reddit schon Gegenstand zahlreicher Memes und wurde auch bereits in der US-amerikanischen Tonight Show erwähnt.
Niinistö war mit seinen beiden ältesten Söhnen in Thailand, als sich das Seebeben im Indischen Ozean 2004 ereignete und überlebte mit Glück, indem er sich mit seinem jüngeren Sohn für mehrere Stunden auf einem Telefonmast rettete.
Der Europaabgeordnete Ville Niinistö ist sein Neffe.
Niinistö ist bekennender Christ und Mitglied der Evangelisch-Lutherischen Kirche Finnlands.

## Politik

### Öffentliche Ämter

#### Kommunalpolitik in Salo (1977 bis 1992)
In seiner Heimatstadt Salo saß Niinistö ab 1977 im Stadtrat und war von 1989 bis 1992 auch dessen Vorsitzender. Zwischen 1977 und 1988 war er zudem Mitglied der Stadtverwaltung. Im Jahr 1992 beendete Niinistö seine kommunalpolitischen Tätigkeiten.

#### Parlamentsabgeordneter (1987 bis 2003; 2007 bis 2011)
Im Jahr 1987 wurde Niinistö das erste Mal für seine Heimatstadt Salo in den Eduskunta gewählt. Dort gehörte er der Fraktion der Nationalen Sammlungspartei an.
Im Jahr 2006 verkündete er, dass er bei der Wahl 2007 wieder in das Parlament einziehen will und erhielt 60.498 Wählerstimmen, so viele wie in der hundertjährigen Geschichte der Wahlen in Finnland noch niemand vor ihm.
Nach seinem Wiedereinzug in den Eduskunta wurde Niinistö zum Präsidenten des finnischen Parlaments gewählt. Dieses Amt hatte er bis zum Ende der Legislaturperiode 2011 inne.

#### Kabinette Lipponen (1995 bis 2003)
Nach der Parlamentswahl 1995, bei der Niinistö Spitzenkandidat war, wurde die Sammlungspartei mit 17,9 Prozent nur drittstärkste Kraft. Wahlsieger war der sozialdemokratische Paavo Lipponen. Im sogenannten Regenbogen-Kabinett, bestehend aus SDP, Sammlungspartei, Grüner Bund und der Schwedischen Volkspartei, war Niinistö stellvertretender Ministerpräsident Finnlands und zunächst Justizminister. Er wurde von Präsident Martti Ahtisaari am 13. April 1995 ernannt und am 2. Februar 1996 vorläufig entlassen, um das Amt des Finanzministers von Iiro Viinanen zu übernehmen, der wegen der schlimmsten Rezession in der Geschichte der finnischen Wirtschaft, zurückgetreten war. In seiner Funktion als finnischer Finanzminister war er von 1996 bis 2003 Mitglied des Verwaltungsrates der Europäische Bank für Wiederaufbau und Entwicklung und zwischen 1999 und 2000 dessen Vorsitzender sowie von 1999 Vorsitzender des Rates für Wirtschaft und Finanzen und der Euro-Gruppe.
Bei der Parlamentswahl 1999 war Niinistö erneut Spitzenkandidat seiner Partei, die mit 21 Prozent wieder nur drittstärkste Kraft wurde. In der zweiten Regierung Lipponen, bestehend aus SDP, Sammlungspartei, Schwedische Volkspartei, Grüner Bund und Linksbündnis, war er weiterhin Finanzminister und stellvertretender Ministerpräsident. Letzteres Amt gab er 2001 an Ville Itälä ab. Am 17. April 2003 wurde er aus seinem Ministeramt von Präsidentin Tarja Halonen endgültig entlassen. In Niinistös Amtszeit als Finanzminister fielen die Gründung der Europäischen Zentralbank und die Schaffung des Euros, für dessen Einführung er sich in Finnland eingesetzt hat.

#### Europäische Investitionsbank (2003 bis 2007)

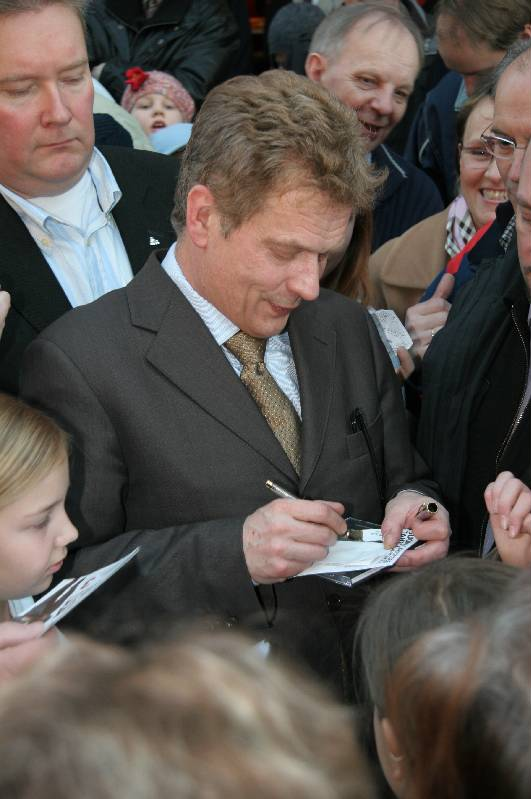
Sauli Niinistö 2006.

Nach seiner Zeit als Finanzminister war Niinistö von 2003 bis 2007 Vizepräsident der Europäischen Investitionsbank unter deren Präsident Philippe Maystadt.

#### Präsident der Republik Finnland (2012 bis 2024)

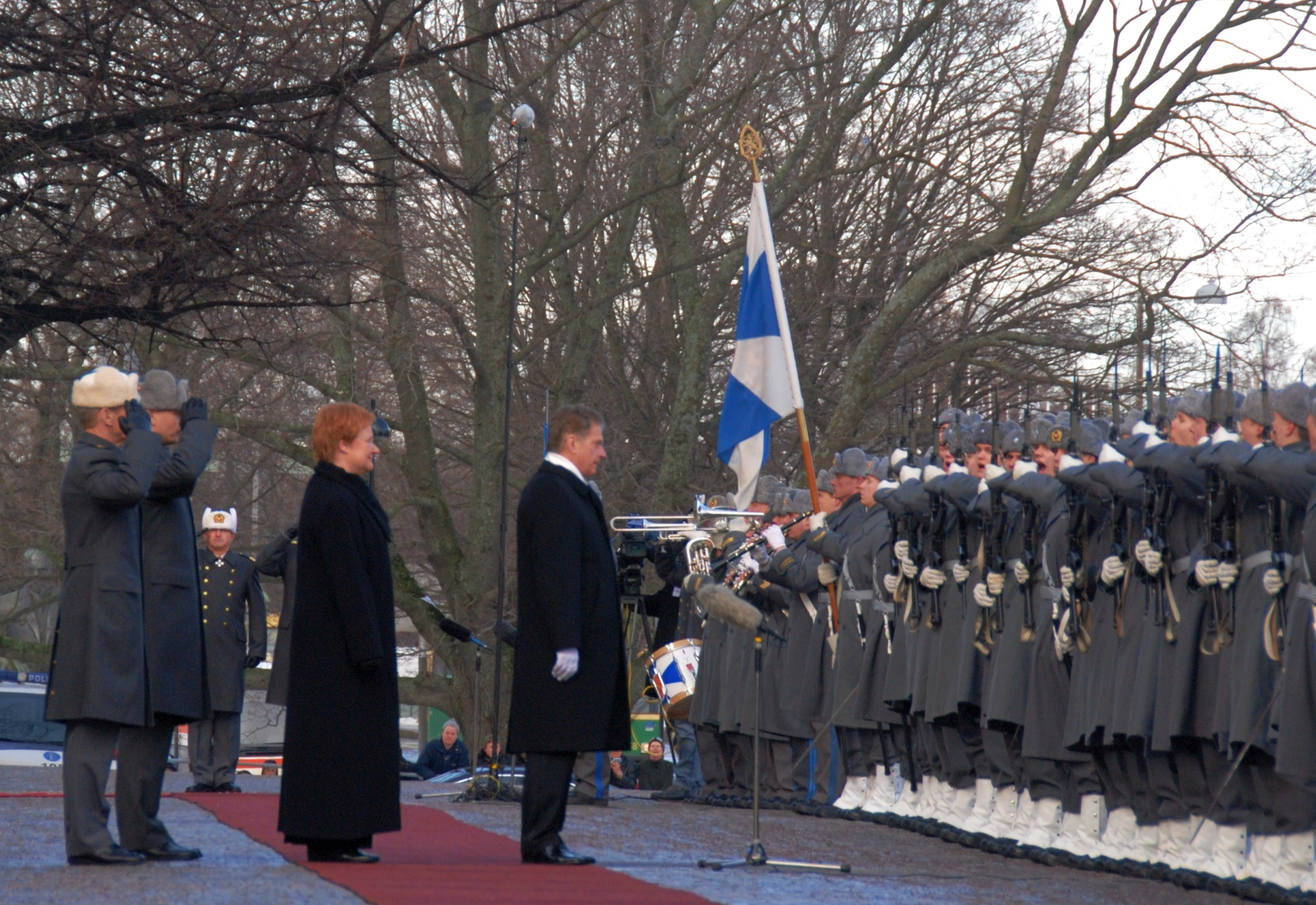
1. März 2012: Sauli Niinistö übernimmt das Präsidentenamt von Tarja Halonen

Wappen von Präsident Sauli Niinistö mit dem Wahlspruch „Juurista voimaa“

Bei der Präsidentschaftswahl 2012 gewann Niinistö gegen Pekka Haavisto in der Stichwahl und übernahm am 1. März 2012 das Präsidentenamt von Tarja Halonen, die nach zwei Amtszeiten nicht noch einmal zu Wahl antreten durfte. Es ist das erste Mal seit über 50 Jahren, dass wieder die Sammlungspartei den Präsidenten von Finnland stellt.
Als Präsident leitet Niinistö die sogenannten präsidialen Sitzungen der Regierung, wo er auf Basis von Vorträgen der Minister seine Entscheidungen trifft. Da er die Entscheidungen alleine trägt, wird keine Stimme aufgeführt. Zusammen mit der Regierung leitet Niinistö die finnische Außenpolitik. Für die Ernennung und Entlassung des Ministerpräsidenten und der weiteren Regierungsmitglieder ist er ebenfalls zuständig. Unter Niinistö gab es bis jetzt fünf Ministerpräsidenten: Jyrki Katainen, Alexander Stubb, Juha Sipilä, Antti Rinne und die amtierende Sanna Marin. (Stand: Dezember 2019) Des Weiteren kann er verschiedene Ämter besetzen, darunter auch den Vorsitzenden der Finnischen Staatsbank und den Vorsitzenden des Geheimdienstes.
Als Präsident ist Niinistö auch an der Gesetzgebung beteiligt. Bevor Gesetzesvorlagen zu einem Gesetz werden, müssen sie vom Präsidenten geprüft und unterschrieben werden. Eines der bedeutendsten Gesetze, die Niinistö in seiner Amtszeit unterschrieben hat, war das Gesetz zur Legalisierung der gleichgeschlechtlichen Ehe im März 2017.
Nach der finnischen Verfassung ist der Präsident auch Oberbefehlshaber der Streitkräfte. Niinistö hat die Macht, militärische Befehle der allgemeinen Richtlinien zu erteilen, einschließlich der Entscheidungen über bedeutende Änderungen der Bereitschaft und Verteidigungsmaßnahmen. Er ist auch berechtigt, den Notstand auszurufen. Bei seiner Vereidigung zum Präsidenten bildete die Armee eine Ehrenformation. Niinistö besucht auch hin und wieder im Ausland stationierte finnische Soldaten. Lange Zeit forderte er den Beitritt Finnlands in die NATO, was aber in der Bevölkerung nur auf wenig Zuspruch stieß.
Ein wichtiger Termin für Niinistö ist auch der alljährliche Empfang am Unabhängigkeitstag am 6. Dezember. Der Präsident lädt an diesem Tag rund 2000 Gäste aus Politik, Gesellschaft, Sport und Kultur in den Präsidentenpalast. Niinistö hat bis jetzt acht Empfänge veranstaltet und sieben Neujahrsansprachen gehalten. (Stand: Dezember 2019)
Bei der Präsidentschaftswahl 2018 gewann Niinistö schon in der ersten Runde, was vor ihm noch keinem direkt gewählten Präsidenten in Finnland gelungen ist. Niinistös zweite und letzte Amtszeit begann am 1. Februar 2018.
Niinistö genießt in der Bevölkerung und auch parteiübergreifend viel Anerkennung. In einer Umfrage von Yle und Taloustutkimus bewerteten fast 9 von 10 Befragten seine Arbeit als mindestens gut. Der sozialdemokratische Politiker und Abgeordnete Antti Lindtman lobte Niinistö als einen „aktiven Präsidenten“, der „die Interessen Finnlands und die gemeinsamen Werte der Finnen“ gut vertritt. Außerdem hob er die Kooperationsbereitschaft des Präsidenten hervor.
In seine Präsidentschaft fallen unter anderem die Flüchtlingskrise in Europa ab 2015, die Regierungskrise in Finnland 2017, die Messerattacke in Turku am 18. August 2017, die Feierlichkeiten zur hundertjährigen Unabhängigkeit Finnlands und das Gipfeltreffen in Helsinki 2018.
Am 1. März 2024 wurde er im Präsidentenamt von Alexander Stubb abgelöst.

##### Präsidentschaftskandidaturen
Niinistö ließ sich bei der Präsidentschaftswahl 2000 nicht als Kandidat aufstellen, obwohl ihm gute Chancen zugeschrieben wurden. Er begründete dies unter anderem damit, dass er unverheiratet sei, was für einen Präsidenten seiner Meinung nach nicht passend sein könnte.

###### 2006

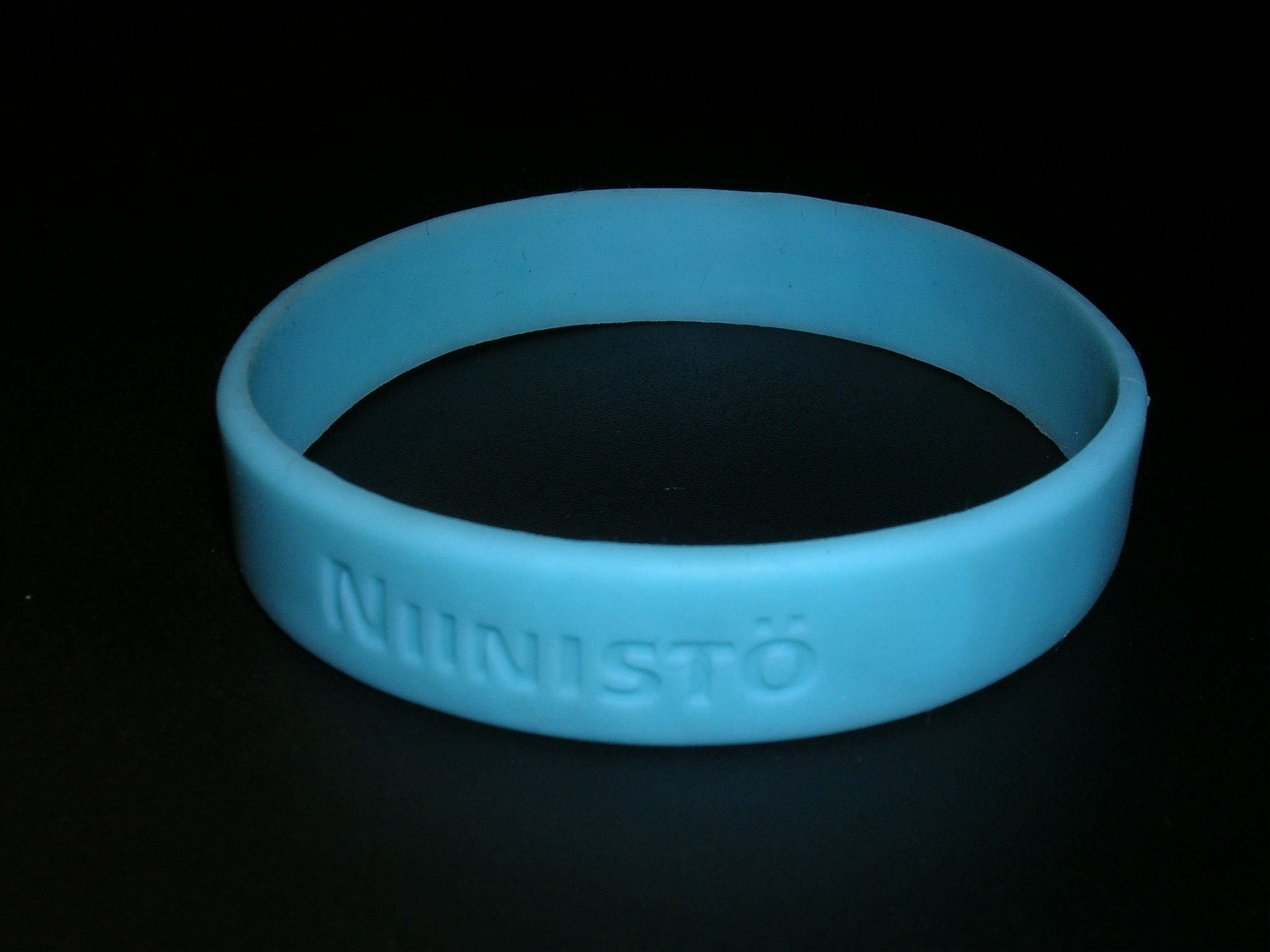
Ein Armband mit der Aufschrift Niinistö, das als Werbeartikel zur Wahl 2006 verteilt wurde

Bei der Präsidentschaftswahl 2006 war Niinistö Kandidat für die Nationale Sammlungspartei. Sein Slogan war „Työväen presidentti“ (dt.: Präsident der Arbeiter). Seine Kampagne stieß bei vielen Gewerkschaftsaktivisten sowie linken Unterstützern und Wählern auf Kritik. Der Vorwurf lautete, Niinistö versuche, linke Wähler zu beeinflussen. Niinistö sagte daraufhin, dass es für ihn weder „linke Arbeit“ noch „rechte Arbeit“ gebe, sondern nur „finnische Arbeit für die finnische Wohlfahrt“.
Neben Arbeit war auch der Beitritt Finnlands in die NATO, den Niinistö befürwortet, ein großer Themenschwerpunkt seiner Kampagne. Diese Position wurde aber von keinem anderen Kandidaten, außer Henrik Lax von der Schwedischen Volkspartei, unterstützt. Eine Umfrage von Taloustutkimus aus dem Juli 2005 zeigte auch, dass die meisten Finnen einen NATO-Beitritt ablehnten.
Im ersten Wahlgang am 15. Januar erhielt er 24,1 % der Stimmen und wurde zweitstärkster Kandidat. Da die damalige Präsidentin und Kandidatin Tarja Halonen die absolute Mehrheit mit 46,3 % verfehlte, traten beide am 29. Januar in einer Stichwahl gegeneinander an. Niinistö erhielt 48,2 % der Stimmen, Halonen 51,8 %. Halonen gewann die Wahl und blieb Präsidentin.
Niinistö wurde bei der Stichwahl nur in den Regionen Vaasa und Oulu stärkster Kandidat. In seiner Heimat Varsinais-Suomi bekam er 46,7 % der Stimmen.

###### 2012
Bei der Präsidentschaftswahl 2012 war Niinistö erneut Kandidat der Nationalen Sammlungspartei. Amtsinhaberin Halonen durfte nach zwei Amtszeiten nicht noch einmal zur Wahl antreten. Der Slogan der Kampagne lautete „Presidentti on työ“ (dt.: Präsident ist ein Beruf). Das Budget der Kampagne betrug 1,2 Millionen Euro.
Im November 2011 wurde seitens der Kampagne Kritik am Umgang der Medien mit Niinistös Frau, Jenni Haukio, geübt. Grund war eine Episode der Satiresendung YLELeaks, in der sich über den Präsidentschaftswahlkampf und Haukio lustig gemacht wurde. Haukio persönlich kritisierte auch in einem Brief an die Sendeanstalt die Episode, da es sich bei ihr um eine Privatperson handele und nicht um einen Kandidaten. Kritiker der Kampagne hingegen warfen den Medien eine Berichterstattung zugunsten Niinistös vor.
Themenschwerpunkte der Kampagne waren unter anderem der Beitritt Finnlands in die NATO und die Beziehungen zur Europäischen Union und Finnlands Rolle in ihr.
Im ersten Wahlgang am 22. Januar erhielt Niinistö 36,96 % der Stimmen und wurde stärkster Kandidat. Da er damit die absolute Mehrheit verfehlte, trat er am 5. Februar in einer Stichwahl gegen Pekka Haavisto an. Niinistö erhielt 62,59 % der Stimmen, Haavisto 37,41 %. Niinistö gewann die Wahl und trat das Amt des Präsidenten am 1. März 2012 an.
Niinistö wurde bei der Stichwahl in allen Regionen, außer in Åland, stärkster Kandidat. In seiner Heimat Varsinais-Suomi bekam er 62,7 % der Stimmen.

###### 2018
Am 29. Mai 2017 verkündete Niinistö seine Kandidatur für eine zweite Amtszeit, diesmal aber als parteiloser Kandidat. Um offiziell Präsidentschaftskandidat werden zu können, benötigte er 20.000 Unterschriften seiner Unterstützer. Niinistö sammelte insgesamt 156.000 Unterschriften und seine Kandidatur wurde am 25. September 2017 bestätigt.
Kurz nach der Bekanntgabe des Präsidenten verkündete der Parteivorsitzende der Sammlungspartei, Petteri Orpo, dass man Niinistö bei seiner Kandidatur unterstützen werde. Zuvor galten auch der ehemalige Finanzminister Alexander Stubb und der ehemalige Außenminister Ilkka Kanerva als mögliche Kandidaten für die Sammlungspartei.
Die Christdemokraten gaben am 19. August 2017 ihre Unterstützung für Niinistö bekannt.
Der Slogan der Kampagne lautete „Rauha ratkaisee“ (dt.: Frieden entscheidet). Das Budget der Kampagne wurde auf 1 bis 1,5 Millionen Euro geschätzt.
Anders als bei den vorigen Kampagnen war der NATO-Beitritt Finnlands nicht Themenschwerpunkt, da Niinistö diesen aktuell für „zu unwichtig“ für Finnland hielt. Ein Referendum über den Beitritt befürwortete er aber. Bei einer Debatte im Dezember 2017 nannte er die Diskussion um den Beitritt eine „Kriegsgesprächsdebatte“. Niinistö sei eher um die Einheit des finnischen Volkes besorgt und glaube, dass beispielsweise der harte Umgangston in den sozialen Medien eine Bedrohung für die soziale Gerechtigkeit in Finnland sein könnte.
Bereits in den Umfragen vor der Wahl wurde deutlich, es könne Niinistö gelingen, bereits im ersten Wahlgang die absolute Mehrheit zu erreichen.
Am 28. Januar 2018 hat Niinistö die Wahl mit 62,9 % der Stimmen gewonnen. Die Präsidentschaftswahl war seine letzte, da er nach zwei Amtszeiten nicht noch einmal zur Wahl antreten darf. Er ist der erste direktgewählte Präsident Finnlands, dem die Wahl im ersten Wahlgang gelang.
Niinistö wurde bei der Stichwahl in allen Regionen stärkster Kandidat. In seiner Heimat Varsinais-Suomi bekam er 65,4 % der Stimmen.
Seine zweite und letzte Amtszeit begann am 1. Februar 2018.

### Partei

#### Nationale Sammlungspartei
Niinistö ist Mitglied der Nationalen Sammlungspartei, deren Vorsitzender er von 1994 bis 2001 war. Bei den Wahlen 1995 und 1999 war er Spitzenkandidat seiner Partei, die bei beiden Wahlen nur drittstärkste Kraft wurde.

#### Europäische Demokratische Union
Von 1998 bis 2002 war Niinistö Vorsitzender der Europäischen Demokratischen Partei (EDU), einem Zusammenschluss von west- und mitteleuropäischen Parteien der rechten Mitte. Ihre Mitgliedsparteien umfassten christdemokratische und konservative Parteien aus ganz Europa. 2002 stellte die EDU unter dem Vorsitz Niinistös ihre eigenständigen Aktivitäten ein.

#### Europäische Volkspartei
Im Jahr 2003 wurde Niinistö vom Parteivorstand der Europäischen Volkspartei (EVP) zum Ehrenpräsidenten gewählt und gehörte damit für ein Jahr dem Parteipräsidium der EVP an.

## Politische Positionen

### Europa
Niinistö gilt als gemäßigt-konservativ und bezeichnet sich selbst als überzeugten Europäer. Die Europäische Union möchte er vertiefen und sie zur Basis, zu mehr Solidarität und den Kriterien von Maastricht, zurückführen. Er ist der Auffassung, dass jeder Mitgliedsstaat der EU seine Finanzpolitik so steuern sollte, dass keinem anderen Partner geschadet wird.

### Migration
Im Jahr 2016 hielt er vor dem finnischen Parlament eine Rede, in der er sagte, dass „Migration ein ernstes Problem“ sei und warnte davor, dass die vielen Migranten eine „Herausforderung für die westlichen Werte“ werden. Er setzt sich für strengere Kontrolle für die Einreise in die Europäische Union ein und möchte Wirtschaftsmigranten an der Einreise hindern, solange die Migrationszahlen nicht abgenommen haben. Kriegsflüchtlingen möchte er helfen.
Gleichzeitig setzt sich Niinistö für ein offenes und multikulturelles Finnland ein. Als der Basisfinnen-Abgeordnete Olli Immonen im Juli 2015 auf Facebook von einem „Albtraum namens Multikulturalismus“ schrieb, versammelten sich in Helsinki mehr als 10.000 Menschen zu einer Demonstration. Präsident Niinistö veröffentlichte dazu eine Erklärung, in der er sich für ein multikulturelles Finnland aussprach und sich mit den Demonstranten solidarisierte.

### Verteidigung

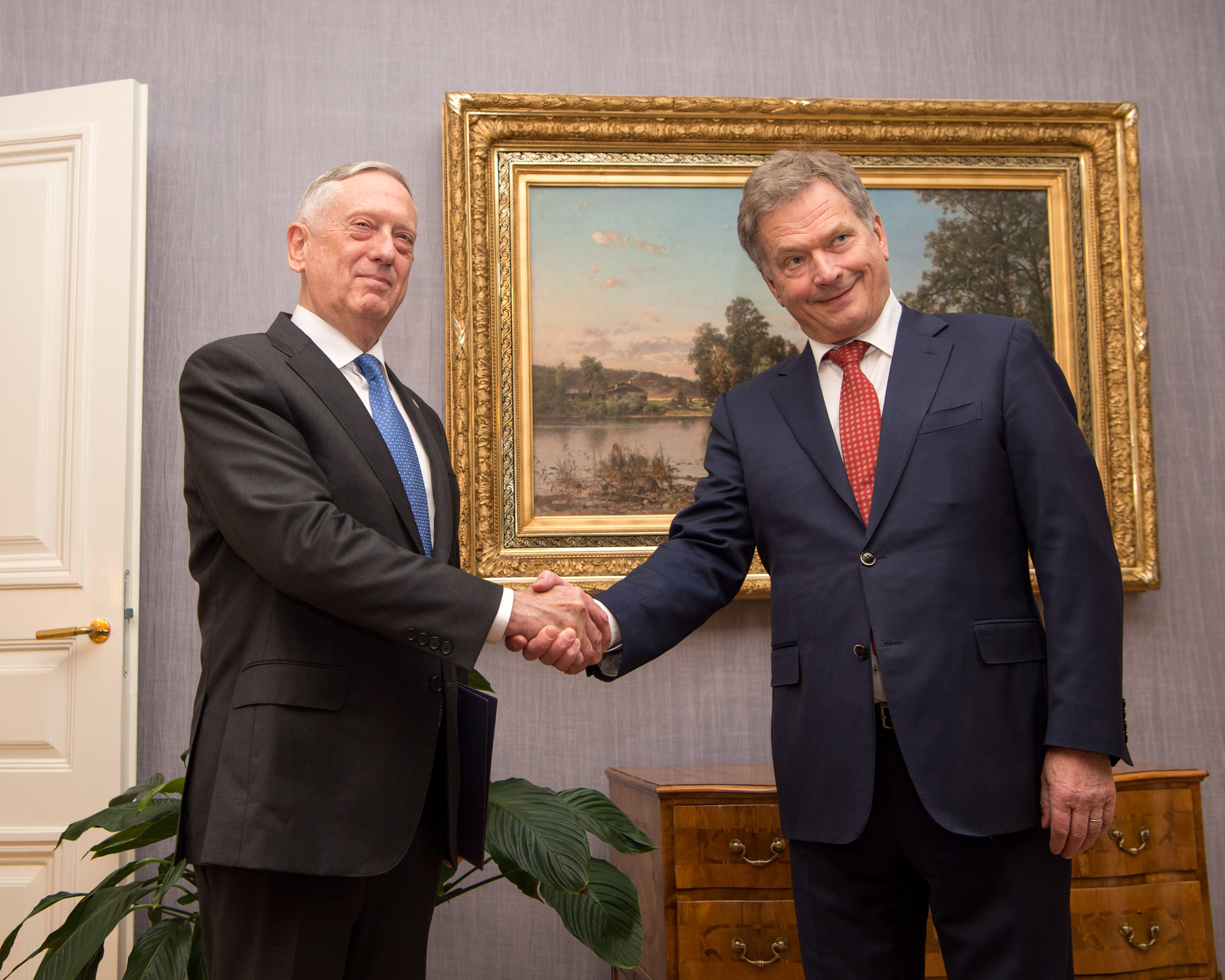
Niinistö mit US-Verteidigungsminister James N. Mattis im November 2017 in Helsinki

Niinistö ist bekennender Befürworter der NATO und hat sich lange Zeit für einen Beitritt Finnlands eingesetzt. Der Beitritt war bei den Präsidentschaftswahlkämpfen 2006 und 2012 eines seiner Kernthemen. Ein solches Vorhaben wird aber von der finnischen Bevölkerung überwiegend abgelehnt. In den Jahren 2012, 2014, 2016 und 2018 hat Niinistö als Gast an den NATO-Gipfeln teilgenommen. Während des Wahlkampfes zur Präsidentschaftswahl 2018 milderte er seine Forderungen nach einem NATO-Beitritt jedoch ab und sprach sich zwar für ein Referendum über den Beitritt aus, nannte aber die Debatte zugleich eine „Kriegsgesprächsdebatte“. Während des Wahlkampfes befürwortete Niinistö außerdem die Beteiligung Finnlands an multinationalen Militärübungen.
Am 12. Mai 2022, zehn Wochen nachdem russische Streitkräfte auf Befehl des russischen Staatspräsidenten Putin den Überfall Russlands auf die Ukraine begonnen hatten, befürworteten der finnische Präsident Niinistö und Ministerpräsidentin Sanna Marin in einer gemeinsamen Erklärung einen unverzüglichen NATO-Beitritt Finnlands.

### Klima
In einer Rede vor der Vollversammlung der Vereinten Nationen im September 2017 sprach sich Niinistö für eine internationale Zusammenarbeit in der Klimapolitik aus und rief zur Einhaltung des Pariser Klimaabkommens auf. Den Kurs von US-Präsident Donald Trump lehnte er ab.

### Außenpolitik

#### Russland

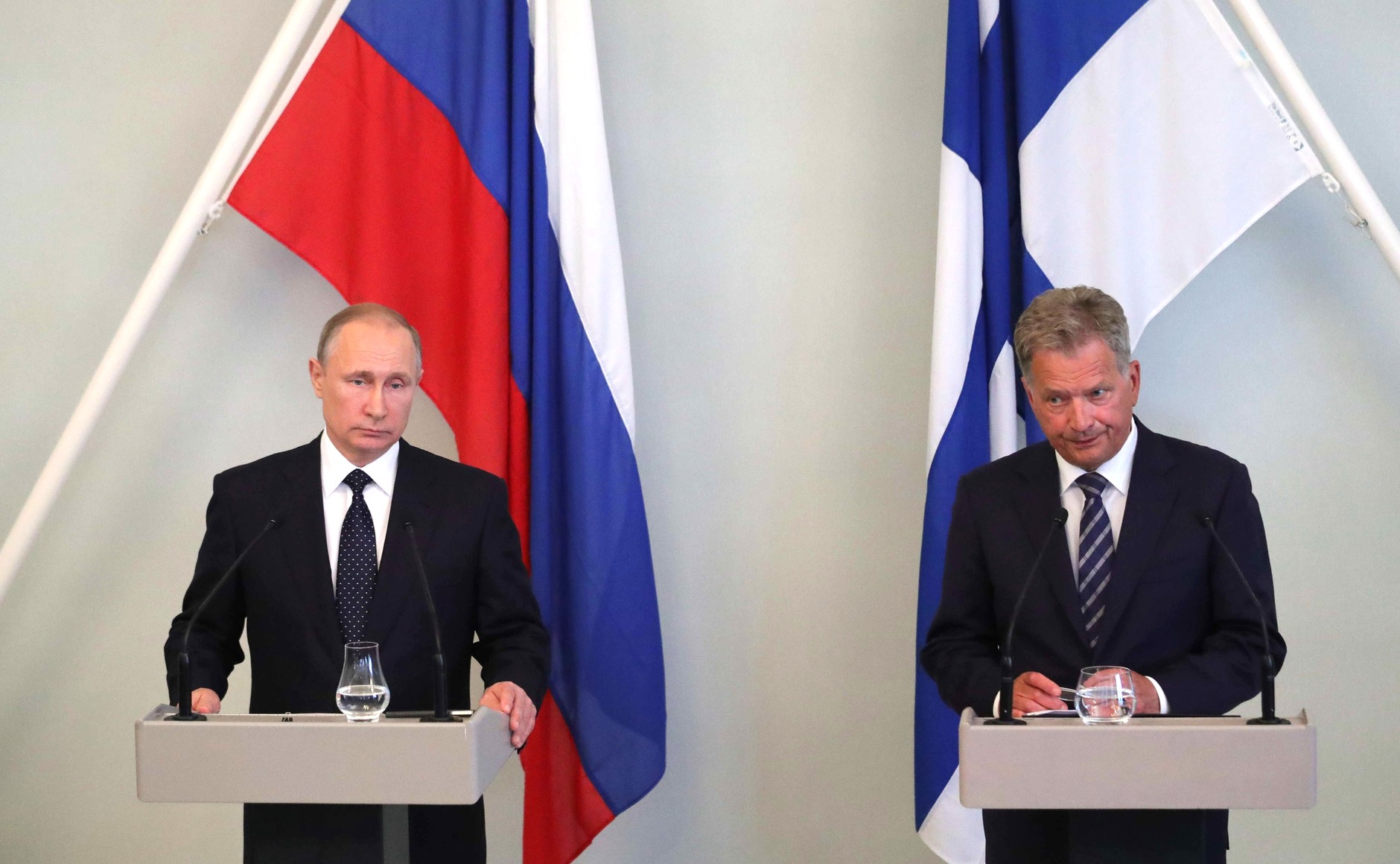
Sauli Niinistö und Wladimir Putin bei einem Treffen im Juli 2017

Als Präsident besuchte Niinistö im Februar 2013 Russland und traf sich mit dem russischen Präsidenten Wladimir Putin, um den bilateralen Handel zu fördern. Beide diskutierten über Eishockey und Geschäftliches, aber nicht über Menschenrechtsfragen oder den Verkauf von russischer Militärausrüstung nach Syrien und den Transport durch Finnland.
Zeitgleich mit den Sanktionen gegen Russland, die hauptsächlich durch die Annexion der Krim 2014 ausgelöst wurden, erklärte Niinistö, dass der Schwerpunkt auf der Entspannung und der Vertiefung des Verständnisses zwischen Europa und Russland liegen sollte. Er erklärte zudem, dass Finnland als Vermittler zwischen Russland und Europa wirken sollte und dass Russland verstehen muss, dass der Konflikt in der Ukraine in Finnland eine Debatte über die eigene Sicherheitspolitik des Landes ausgelöst hat. Er hielt es für wichtig, dass Präsident Putin die Position Finnlands zur NATO-Mitgliedschaft in dieser Debatte versteht.
Der russische Außenminister, Sergei Lawrow, benutzte die Erklärung Niinistös für eine Aussage über die Parlamentswahl in Finnland 2015 und den anstehenden Regierungswechsel: „Braucht Nordeuropa das? Wie wird Russland reagieren? Präsident Niinistö hat diese Fragen mit dem Subtext gestellt. Er weiß, dass die Antwort negativ ist: niemand braucht das. Präsident Niinistö erkennt, dass das, was in der Ukraine passiert, in Finnland unmöglich ist.“
In seiner Neujahrsansprache für das Jahr 2015 verurteilte Niinistö die Annexion der Krim durch Russland.

„Wir verurteilen jegliche illegalen Besetzungen, illegale Gewaltanwendung oder Versuche, die Souveränität unabhängiger Nationen einzuschränken. Solche Aktionen erreichen niemals etwas anderes als Gefahr und erhöhte Spannung.“

Auf der Münchner Sicherheitskonferenz 2018 traf sich Niinistö mit dem ukrainischen Präsidenten Petro Poroschenko. In dem bilateralen Gespräch wurde die Situation in der Ostukraine erörtert sowie Vorschläge, wie man Friedenstruppen in die Region bringen könnte. Gegenüber finnischen Medien äußerte Niinistö die Bereitschaft Finnlands, sich an solchen Operationen zu beteiligen. Außerdem erinnerte er alle daran, dass der Konflikt in der Ukraine das größte Problem sei, mit dem Europa jetzt konfrontiert ist. Wenn es auch nur den geringsten Hinweis darauf gäbe, dass das Problem gelöst werden kann, müsse Finnland in dem Maße, wie es die Ressourcen erlauben, sowohl in Geist als auch in Aktion einbezogen werden. Laut Niinistö stehen die Pläne für friedenserhaltende Maßnahmen jedoch noch in den „Kinderschuhen“.
In seiner Amtszeit hat er sich mehrmals mit dem russischen Präsidenten Wladimir Putin getroffen. Den beiden Präsidenten wird auch ein eher freundschaftliches Verhältnis nachgesagt. So gratulierte Putin Niinistö zum Beispiel telefonisch zu dessen 70. Geburtstag im August 2018. In einem Interview im Februar 2022 beschreibt Niinistö einen deutlichen Klimawandel zwischen Moskau (Putin) und Westeuropa in der Zeit zwischen Juni und August 2021.

#### Vereinigte Staaten von Amerika

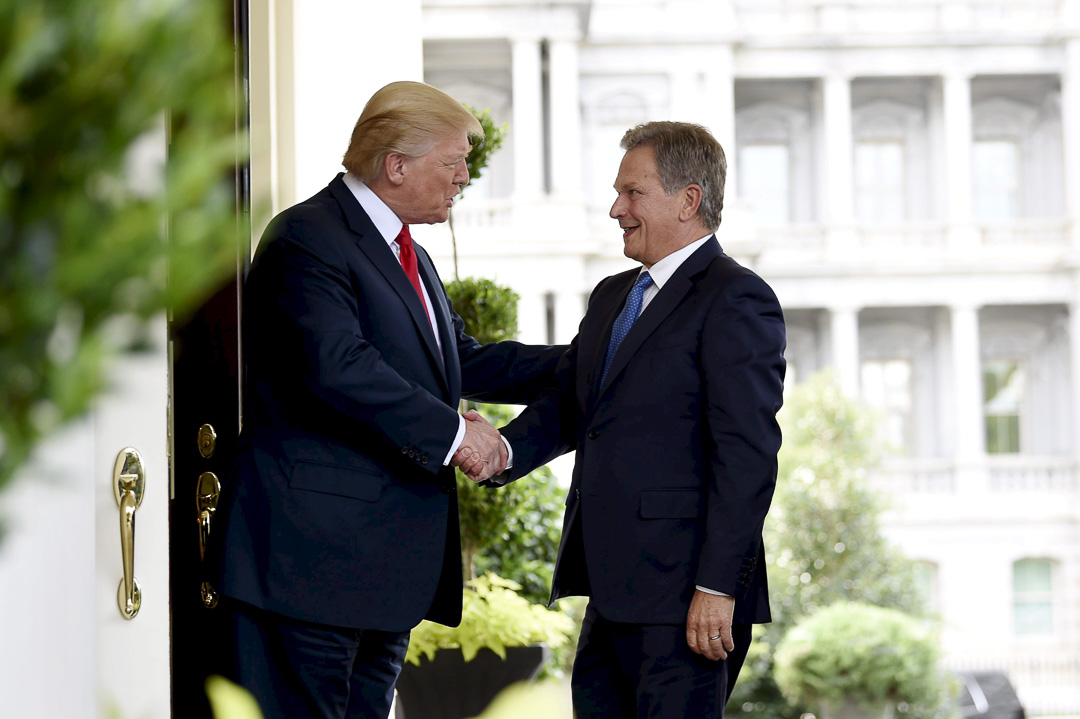
Sauli Niinistö mit US-Präsident Donald Trump im August 2017

Im Mai 2016 nahm Niinistö auf Einladung des damaligen US-Präsidenten Barack Obama an einem Gipfel der Nordischen Länder in Washington, D.C. teil. Themen waren unter anderem der Klimawandel, der Kampf gegen Terrorismus und die europäische Flüchtlingskrise. Auch unter der Präsidentschaft von Donald Trump bemühte sich Niinistö um enge diplomatische Beziehungen zwischen Finnland und den Vereinigten Staaten, kritisierte aber insbesondere dessen Klimapolitik und die Entscheidung aus dem Pariser Klimaabkommen auszutreten. Im August 2017 kamen Niinistö und Trump erstmals im Weißen Haus zu einem Treffen zusammen. Bei der anschließenden Pressekonferenz verwechselte Präsident Trump zwei finnische Journalistinnen miteinander. Das Verhalten Trumps wurde von der Presse als frauenfeindlich eingestuft und scharf kritisiert. Niinistö reagierte daraufhin fassungslos und erklärte Trump, dass es sich um zwei verschiedene Journalistinnen handele. Für seine Reaktion wurde er überwiegend gelobt. Am 2. Oktober 2019 besuchte Niinistö Trump erneut im Weißen Haus.

#### Finnland als Vermittler zwischen Russland und dem Westen

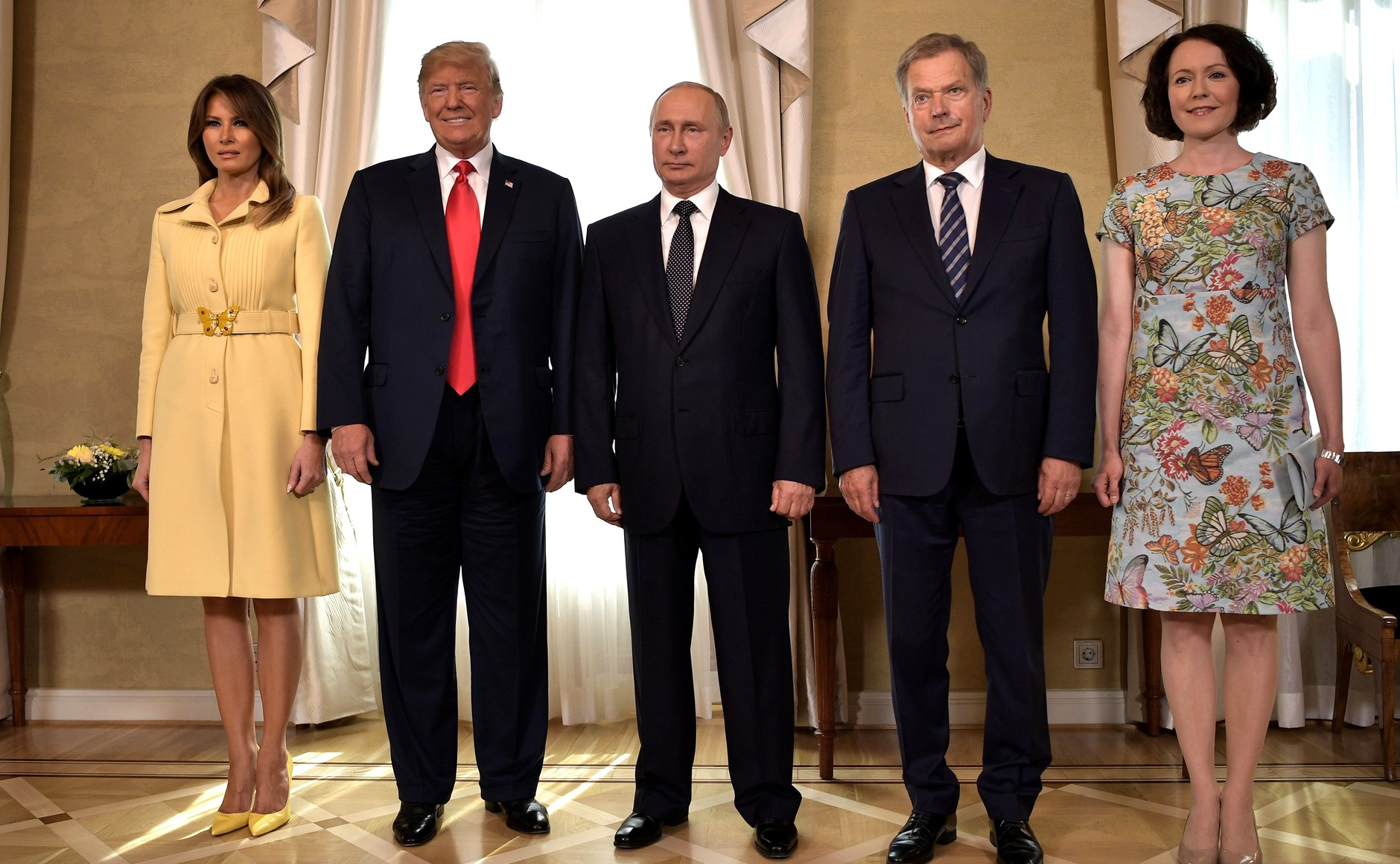
Gipfeltreffen 2018 in Helsinki

Niinistö setzt sich für eine Annäherung zwischen Russland und dem Westen ein und sieht darin für Finnland, als Nachbarland, eine zentrale Rolle. So fungierte er beim Gipfeltreffen von Donald Trump und Wladimir Putin am 16. Juli 2018 in Helsinki als Vermittler und empfing beide Präsidenten zunächst zu bilateralen Gesprächen. Vor dem Treffen deutete er nochmal auf das Engagement Finnlands hin.

„Finnland hat sich konsequent für den Dialog internationaler Beziehungen eingesetzt. Während des letzten Jahres haben wir unter anderem die Treffen zwischen den stellvertretenden Außenministern sowie den Verteidigungs-Chefs der Vereinigten Staaten und Russland veranstaltet. Das Treffen der beiden Präsidenten in Finnland ist eine natürliche Fortsetzung und bringt den Dialog auf die höchste Ebene.“

#### China
Während eines Staatsbesuches des chinesischen Präsidenten Xi Jinping in Finnland im April 2017 bekannte sich Niinistö zur Ein-China-Politik.

## Auszeichnungen

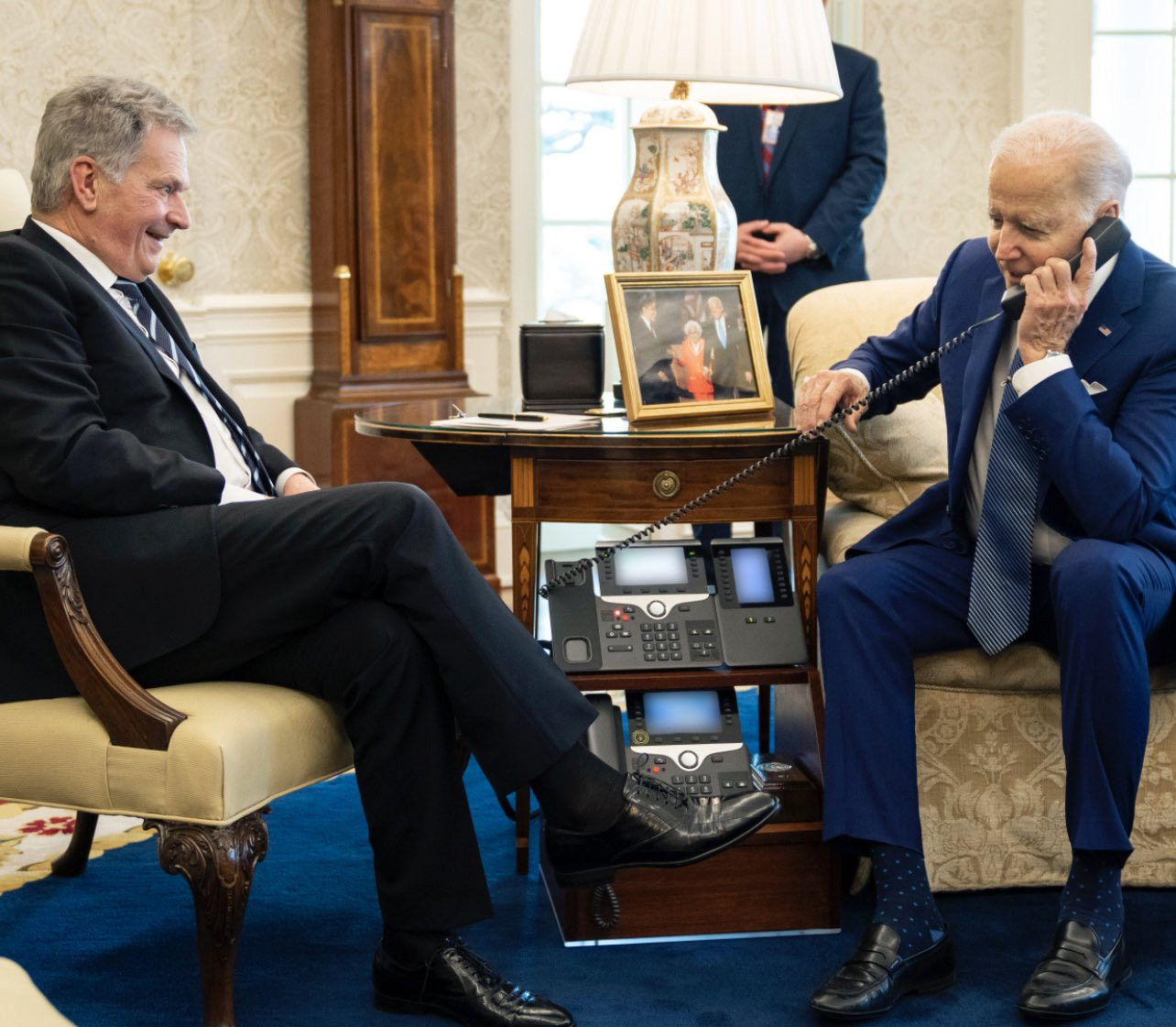
Niinistö als Gast von Joe Biden im Weißen Haus 2022

### Staatliche Orden
- Großkreuz des Ordens der Weißen Rose mit Collane
- Großkreuz des Ordens des Löwen
- Großkreuz des Ordens des Freiheitskreuzes
- Groß-Stern des Ehrenzeichens für Verdienste um die Republik Österreich
- Sonderstufe des Großkreuzes des Verdienstordens der Bundesrepublik Deutschland
- Orden des Marienland-Kreuzes mit Collane
- Ritter des Elefanten-Ordens
- Collane des Falkenordens
- Großkreuz mit Großer Ordenskette des Verdienstordens der Italienischen Republik
- Großkreuz des Ordens Vytautas des Großen mit Collane
- Großkreuz des Nassauischen Hausordens vom Goldenen Löwen
- Ritter des Ordens des Weißen Adlers
- Großkreuz des Ordens von Oranien-Nassau
- Großkreuz des Verdienstordens von Norwegen
- Großkreuz des Sankt-Olav-Ordens
- Ritter des Königlichen Seraphinenordens
- Abzeichen anlässlich des 70. Geburtstages von König Carl XVI. Gustaf
- Orden des Fürsten Jaroslaw des Weisen

### Ehrendoktorwürden
- Universität Tampere: Ehrendoktorwürde der Verwaltungswissenschaften, erhalten 2010
- Universität Turku: Ehrendoktorwürde der Rechtswissenschaften, erhalten 2011
- Eötvös-Loránd-Universität: Ehrendoktorwürde der Rechtswissenschaften, erhalten 2012
- Universität Jyväskylä: Ehrendoktorwürde der Sport- und Gesundheitswissenschaften, erhalten 2013
- Universität Helsinki: Ehrendoktorwürde der Veterinärmedizin, erhalten 2015
- Universität Aalto: Ehrendoktorwürde der Wirtschaftswissenschaften, erhalten 2016
- Universität Helsinki: Ehrendoktorwürde der Rechtswissenschaften, erhalten 2017
- Universität von Minnesota: Ehrendoktorwürde der Rechtswissenschaften, erhalten 2017
- Nationale Verteidigungsuniversität: Ehrendoktorwürde der Militärwissenschaft, erhalten 2018

### Preise
- 2013: Internationaler Preis der Friedrich-August-von-Hayek-Stiftung[49]

## Trivia
- Niinistö war Schirmherr der Unihockey-Weltmeisterschaft 2020.[50]
- Niinistö ist Unterstützer der Organisationen Tukikummit-säätiö, die sich für ausgegrenzte Jugendliche einsetzt, und Veikko ja Lahja Hurstin Laupeudentyö ry, die Nahrungshilfe und Kleidung für Bedürftige sammelt. Anlässlich seines 70. Geburtstages im August 2018 bat Niinistö von Geschenken abzusehen und stattdessen für diese beiden Organisationen zu spenden.[16]
- Von 2009 bis 2012 war Niinistö Präsident des finnischen Fußballverbandes (Suomen Palloliitto).
- Niinistö war Vorsitzender des Organisationskomitees der Eiskunstlauf-Europameisterschaften 2009.

## Schriften
- Viiden vuoden yksinäisyys, Teos, Helsinki 2005, ISBN 978-951-851-040-9.
- Hiljaisten historia, Teos, Helsinki 2007, ISBN 978-951-851-132-1.